# Cristalería Española
Cristalería Española es una empresa perteneciente al grupo francés Saint-Gobain. En el año 1999 pasó a denominarse Grupo Saint-Gobain Cristalería S.A.

## Los comienzos
Cristalería Española S. A. es una empresa del grupo Saint-Gobain, constituida en Bilbao el 28 de noviembre de 1905 en escritura autorizada ante el Notario don José Martínez Carande, e inscrita en el Registro mercantil de Vizcaya, folio ciento noventa y seis del Libro veintisiete de la Sección de Sociedades hoja mil doscientos setenta y uno.
La fábrica proviene del anterior acuerdo de colaboración con la fábrica de espejos La Veneciana en 1904. Representantes de la sociedad francesa firmaron un acuerdo con la fábrica de espejos La Veneciana.
Su primer director gerente fue el ingeniero francés don Arsenio Brachotte Leroy. El 3 de diciembre de 1905 D. Arsenio Brachotte adquiere la finca "Los Campos" en Arija a otro francés llamado don Emilio Jarriand. Este la obtuvo previamente de don Julio Leveant Dourlet, un belga que en 1904 comenzó a gestionar con el Ayuntamiento de Alfoz de Santa Gadea, del que formaba parte Arija, la compra de los citados terrenos para instalar una fábrica de vidrio.

## Construcción de la fábrica de Arija (1906)
La fábrica comenzó a levantarse en el barrio de La Vilga en 1906. Hay una curiosa fotografía de una ceremonia de colocación de la "primera piedra", efectuada el 26 de mayo de ese año, que forma parte de un reportaje fotográfico donde se recogen diversas escenas de la construcción del complejo fabril. En esta fábrica se producía vidrio plano hasta 1912, año en que también se empieza a fabricar envases de vidrio
Cristalería Española cerró su fábrica de Arija en 1953. El día 31 de marzo a las cinco de la tarde la sirena sonó durante una hora para enmudecer definitivamente. En esos 46 años sucedieron acontecimientos tan intensos como la huelga de 1916 (en la que los hornos llegaron a apagarse), el XX Aniversario de la fábrica en 1926, la Guerra Civil de 1936, o el incendio de 1946.
La construcción del embalse del Ebro (1952) supuso perder acceso a la materia prima de gravas. Cerró sus instalaciones en 1953, y se trasladó a la nueva fábrica de Avilés siendo la de Avilés la fábrica de vidrio plano más moderna de Europa. La gran mayoría de los trabajadores se trasladan a Avilés, donde se les construyen viviendas propiedad de la fábrica, creando un nuevo barrio de Jardín de Cantos y La Maruca.

### Festejos del XX Aniversario (1926)
En julio de 1926, con motivo del XX Aniversario de la Fábrica de Cristalería Española en Arija, se celebraron unas fiestas, publicándose un álbum fotográfico con imágenes del interior de la fábrica y del pueblo. Los actos del domingo 4 de julio tuvieron reflejo en la prensa burgalesa:
- Diario de Burgos 6 de julio PDF
- El Castellano archivo 2 de julio 2 Pdf y 6 de julio Pdf

## Expansión
En el año 1920 el grupo inicia su expansión en España con la apertura de delegaciones. Desde este año la empresa empieza a diversificar sus productos, fabricando moldeados y aisladores en los años treinta. En los años cuarenta, las lanas de vidrio y en los setenta hilos de vidrio para refuerzo y los sistemas de canalización en fundición dúctil.
En la década de los setenta la empresa se adentra en el mercado portugués.
En los noventa la empresa da el salto a Iberoamérica.

## Productos
Dentro de la amplia gama de productos que fabrica esta marca podemos destacar los siguientes:
- Vidrio plano para la construcción y automoción: Dentro del mercado del automóvil podemos destacar la marca «Sekurit», líder del mercado de lunas para coches, que tiene parabrisas, lunas térmicas, lunas solares, etc.[3]

- Lanas de vidrio y roca para aislamiento: En este mercado, con la marca Isover, fabrica aislamientos térmicos y acústicos basados en hilo de vidrio, que ofrece una amplia gama de soluciones en aislantes de todo tipo[4]

- Hilos de vidrio para refuerzos: En este campo, con de la marca Vetrotex, ofrece una amplia gama de productos para mezcla con el cemento para su refuerzo estructural.[5]

- Envases de vidrio, moldeados y aisladores: Dentro de su marca SGD La Granja, comercializa todo tipo de tarros y envases para alimentación, bebidas, cosmética, etc.[6]

- Sistemas de canalización: Dentro de su rama de canalización comercializa todo tipo de canalización para agua, sanamiento o alcantarillado[7]

- Cerámicas y plásticos de alta tecnología: Dentro de esta rama fabrica y comercializa cerámica para la industria.

- Difusores, dosificadores y válvulas: Dentro de la sociedad Calmar monturas el grupo fabrica difusores, dosificadores y válvulas para refinería, productos de limpieza, aerosoles.[8]

- Materiales de construcción: Con la marca Weber-Cemarksa, este grupo fabrica morteros industriales y revestimientos decorativos.[9] Esta empresa se dedica a la fabricación de ladrillos y arcillas bajo el nombre de Cerámicas del Ter, bajo la empresa Saint-Gobain Terreal España.

- Materiales de construcción: Mediante Industrias del Cuarzo (INCUSA) fabrica feldespato para la industria cerámica y de arena para las industrias del vidrio y siderurgia.[10]